# Shardé Thomas
Shardé Thomas (* 1990 in Mississippi (Bundesstaat)) ist eine US-amerikanische Musikerin; sie gilt als eine der letzten Vertreterinnen des Fife and Drum Blues. Thomas ist die Enkelin von Othar Turner, von dem sie die traditionelle Musik, insbesondere das Spielen der Fife, erlernte. Zudem spielt sie seit ihrer Kindheit auch Schlagzeug, später auch Conga. Mit 13 Jahren begann sie, Keyboard zu spielen und Songs zu schreiben.
Ihren ersten Auftritt mit der Fife hatte sie 1997 im Alter von 7 Jahren auf dem traditionellen Familien-Picnic ihres Großvaters. Als Othar Turner 2003 starb, spielte die damals 13-jährige Shardé auf seiner Beerdigung. Sie vertrat ihren gerade verstorbenen Großvater auf dem Album Mississippi to Mali von Corey Harris. Shardé Thomas führt seitdem die „Rising Star Fife and Drum Band“ ihres Großvaters und spielt auf dem immer noch jedes Jahr stattfindenden „Otha Turner Family Picnic“. Mit der Band tritt sie auch bei Festivals auf.
2010 erschien das erste eigene Album von Shardé Thomas, What Do I Do?, gefolgt von Shawty Blues (2013). Sie arbeitete auch mit anderen Musikern zusammen, vor allem mit Luther Dickinson, auf dessen Alben Rock ʼnʼ Roll Blues (2014) und Blues and Ballads (2016) sie zu hören ist.

## Diskografie
- 2000: Otha Turner & The Afrossippi Allstars – From Senegal to Sanitoba (aufgenommen im Februar 1999)[2][5]
- 2003: Corey Harris – Mississippi to Mali[2][6]
- 2010: What Do I Do?[2][7]
- 2013: Shawty Blues[8]
- 2014: Luther Dickinson – Rock ʼnʼ Roll Blues[9]
- 2016: Luther Dickinson – Blues and Ballads (A Folksinger’s Songbook: Volumes I & II)[8][10]
- 2019: North Mississippi Allstars – Up And Rolling[11] – Grammy-nominiert[12]
- 2020: Luther Dickinson and The Cooperators feat. Shardé Thomas – Live 2016[8][13]